# Collegio di Tipton and Wednesbury
Tipton and Wednesbury è un collegio elettorale situato nella contea delle West Midlands, nelle Midlands Occidentali, e rappresentato alla Camera dei comuni del Parlamento del Regno Unito. Elegge un membro del parlamento con il sistema first-past-the-post, ossia maggioritario a turno unico; attualmente il seggio è rappresentato da Antonia Bance del Partito Laburista, che rappresenta il collegio dal 2024.

## Estensione
Il collegio è costituito dai seguenti ward:
- nel borgo metropolitano di Sandwell: Great Bridge, Princes End, Tipton Green, Wednesbury North, Wednesbury South, Friar Park and Hateley Heath;
- nel borgo metropolitano di Dudley: Coseley East.[1]

## Membri del parlamento
| Elezione | Elezione | Deputato      | Partito   |
| -------- | -------- | ------------- | --------- |
|          | 2024     | Antonia Bance | Laburista |

## Elezioni

### Elezioni negli anni 2020
| Partito                    | Partito                                      | Candidato                  | Risultati 4 luglio 2024 | Risultati 4 luglio 2024 |
| Partito                    | Partito                                      | Candidato                  | Voti                    | %                       |
| -------------------------- | -------------------------------------------- | -------------------------- | ----------------------- | ----------------------- |
|                            | Laburista                                    | Antonia Bance              | 11 755                  | 36,91                   |
|                            | Conservatore                                 | Shaun Bailey               | 8 370                   | 26,28                   |
|                            | Reform UK                                    | Jack Sabharwal             | 8 019                   | 25,18                   |
|                            | Verdi                                        | Mark Redding               | 1 509                   | 4,74                    |
|                            | Indipendente                                 | Mohammed Hussain-Billa     | 945                     | 2,97                    |
|                            | Indipendente                                 | Abdul Husen                | 660                     | 2,07                    |
|                            | Lib Dem                                      | Mark Rochell               | 592                     | 1,86                    |
|                            |                                              |                            |                         |                         |
| Iscritti                   | Iscritti                                     | Iscritti                   | 74 100                  | 100,00                  |
| ↳ Votanti (% su iscritti)  | ↳ Votanti (% su iscritti)                    | ↳ Votanti (% su iscritti)  | 31 850                  | 42,98                   |
| ↳ Astenuti (% su iscritti) | ↳ Astenuti (% su iscritti)                   | ↳ Astenuti (% su iscritti) | 42 250                  | 57,02                   |
|                            |                                              |                            |                         |                         |
|                            | Esito: collegio a Laburista (nuovo collegio) |                            |                         |                         |